# Bledius
Bledius er en slægt af biller i familien rovbiller (Staphylinidae). Det er små biller, der både som larver og voksne lever i udgravede gange nær vandet. Der findes omkring 30 arter i Danmark.

## Udseende
Små (gerne 1,5-4 millimeter), slanke rovbiller. Kroppen er lang og smal, dækvingene er korte, benene er korte og kraftige. Hovedet er temmelig stort, hos nogle arter med hornlignende udvækster i panden. Antennene er ganske korte.

## Levevis
Bledius-arterne graver i sand og mudder ved ferskvand eller saltvand, i Danmark bl.a. ved Vadehavet. De lever størstedelen af livet i deres gange og man må sædvanligvis grave efter dem, for at finde dem. Æggene lægges i sidegange. Man mener, at de lever af alger. Arter som lever ved havet kan forsegle gangene ved højvande, således at de undgår oversvømmelse af deres gange.